# Университет Гувахати
Университет Гуваха́ти (англ. Gauhati University) — государственный университет в Индии. Расположен в городе Гувахати — столице штата Ассам. Основан правительством штата Ассам в 1948 году. В состав университета входят 183 колледжа. Кампус расположен в черте города, на берегу реки Брахмапутра. Университет состоит из 6 факультетов: естественных наук, права, инженерии, коммерции, медицины и искусств.

## Известные выпускники
- Бхактисварупа Дамодара Свами